# Teinturier (cépage)
Pour les articles homonymes, voir Teinturier.
Un cépage teinturier est une variété de raisin dont la pulpe est colorée.
Il existe des variétés naturelles issues de mutations spontanées. Elles ont été métissées au XIXe siècle pour donner des vins corrects et remonter en couleur les vins plantés en plaines pour produire un vin à bas prix.
Ils n'ont pas été autorisés en AOC, aussi leur surface est-elle en régression[réf. nécessaire].

## Quelques cépages teinturiers
- Teinturier du Cher : d'origine fort ancienne, il proviendrait d'un cépage sauvage.
- Alicante Henri Bouschet N : créé par métissage variétal.
- Gamay de Bouze : il proviendrait d'un semis.
- Gamay de Chaudenay : il proviendrait d'une mutation du Gamay de Bouze N.
- Gamay Fréaux : il proviendrait d'une mutation du Gamay de Bouze N.
- Fumin : cépage de la Vallée d'Aoste en Italie.
- Colorino : cépage Italien (Toscane).